# Orange Bowl (football)

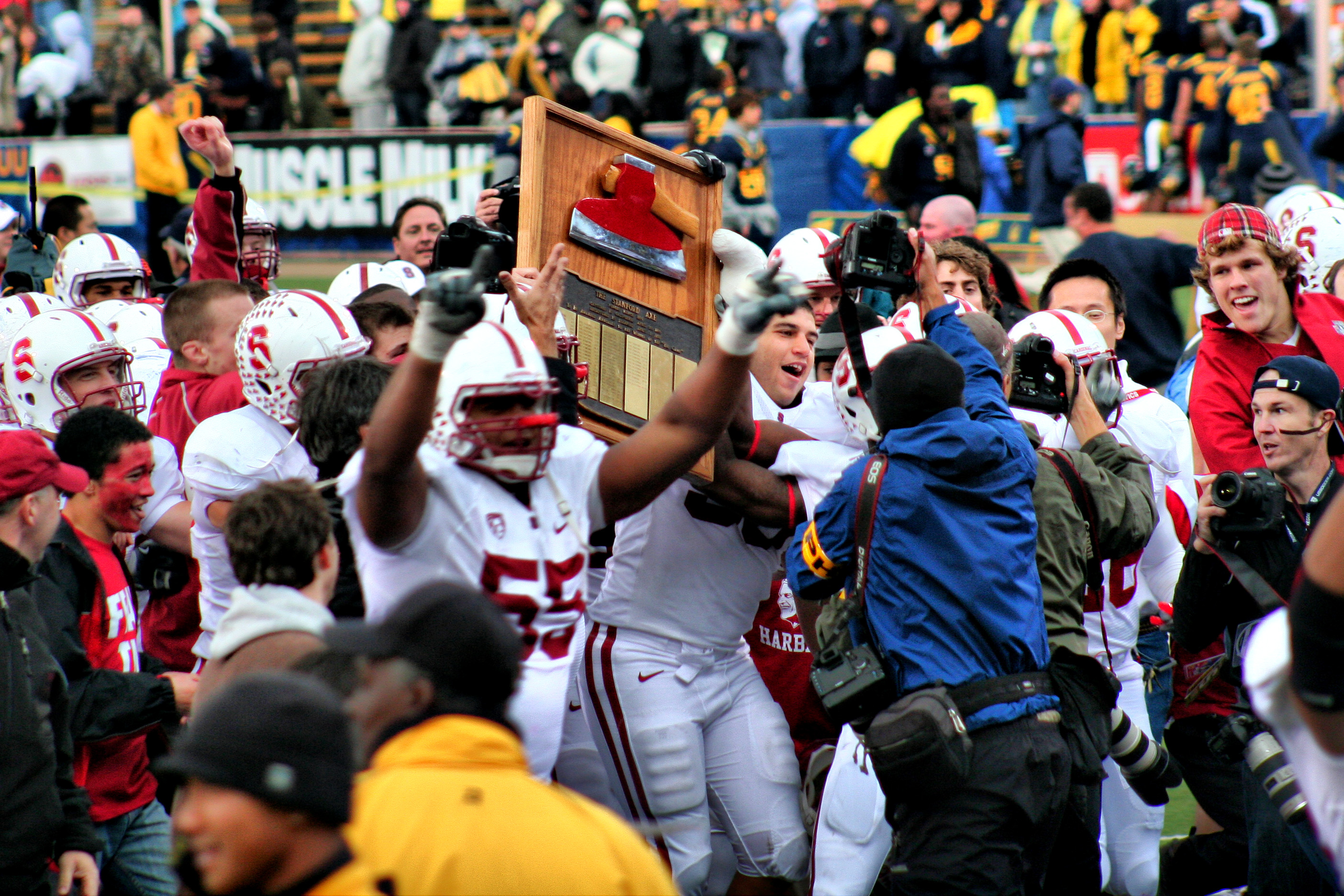
2010 Orange Bowl

De Orange Bowl is een jaarlijkse college football wedstrijd die gespeeld wordt in het Sun Life Stadium in Miami Gardens, Florida. De wedstrijd vindt plaats sinds 1 januari 1935. De Orange Bowl maakt deel uit van de Bowl Championship Series.
In 2012 was de Orange Bowl tussen de Clemson Tigers en de West Virginia Mountaineers (70-33).